# Cuchillón
El Cuchillón (también conocido como Peña del Pando o Canchal de la Muela) es una montaña de Cantabria y Palencia ubicada en la sierra de Híjar, entre los valles de Polaciones, La Pernía  y Campoo, en España. Su altitud exacta difiere según autores: 2174 m s. n. m. según la cartografía del Instituto Geográfico Nacional de España, o 2222 según Hernández-Pacheco y otras publicaciones del mismo Instituto Geográfico Nacional.